# Septième exposition impressionniste
Pour les articles homonymes, voir Exposition impressionniste.
La septième exposition des impressionnistes s'est tenue du 1er au 31 mars 1882 à Paris. Si les deux expositions précédentes, en 1880 et 1881, avaient vu fondre le nombre d'exposants réellement impressionnistes, celle de 1882 est recentrée sur le mouvement : elle ne compte que 9 artistes, mais elle inclut des peintres emblématiques, comme Caillebotte, Monet, Renoir et Sisley.

## Histoire
La sixième exposition impressionniste s'est tenue en 1881 en l'absence de nombreux peintres impressionnistes clés : Paul Cézanne, Claude Monet, Auguste Renoir et Alfred Sisley ont choisi, cette année là ou l'année précédente, d'exposer plutôt au Salon ; Gustave Caillebotte a renoncé à organiser l'exposition et à y participer. Edgar Degas, qui se retrouve principal organisateur de l'édition de 1881, a souhaité en limiter l'entrée aux artistes qui ne participent pas au Salon, tout en l'ouvrant à des artistes qui n'évoluent pas spécifiquement dans le mouvement impressionniste (les éditions de 1880 et 1881 ont ainsi accueilli de nombreux artistes réalistes).
En 1882, Caillebotte, qui est l'un des moteurs des expositions impressionnistes depuis la deuxième édition en 1876, souhaite recentrer une nouvelle exposition sur l'impressionnisme et réinviter les membres historiques du mouvement, qu'ils aient exposé au Salon ou pas. Il n'a pas eu gain de cause en 1881 : Camille Pissarro et Paul Gauguin, en particulier, ne l'ont pas soutenu. En 1882, leur opinion penche en sa faveur. En particulier, Gauguin ne souhaite pas réinviter Jean-François Raffaëlli, qu'il estime devenu trop classique. En réaction à l'expulsion de son ami, Degas refuse de participer à la nouvelle édition.
La septième exposition ne compte donc qu'un nombre restreint de participants, mais essentiellement des peintres impressionnistes de la première heure. Elle s'ouvre le 1er mars 1882 au 251 rue Saint-Honoré pour tout le mois de mars et semble être un succès critique et commercial,.

## Artistes
Le catalogue de l'exposition mentionne les artistes suivants :
- Gustave Caillebotte
- Paul Gauguin
- Armand Guillaumin
- Claude Monet
- Berthe Morisot
- Camille Pissarro
- Auguste Renoir
- Alfred Sisley
- Victor Vignon